# Consell de Ministres d'Espanya (IX Legislatura)

Escut de l'estat espanyol des de 1981.

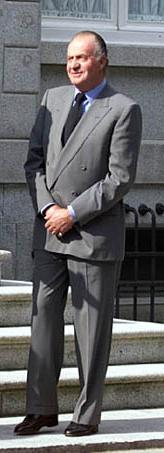
Joan Carles I, rei d'Espanya

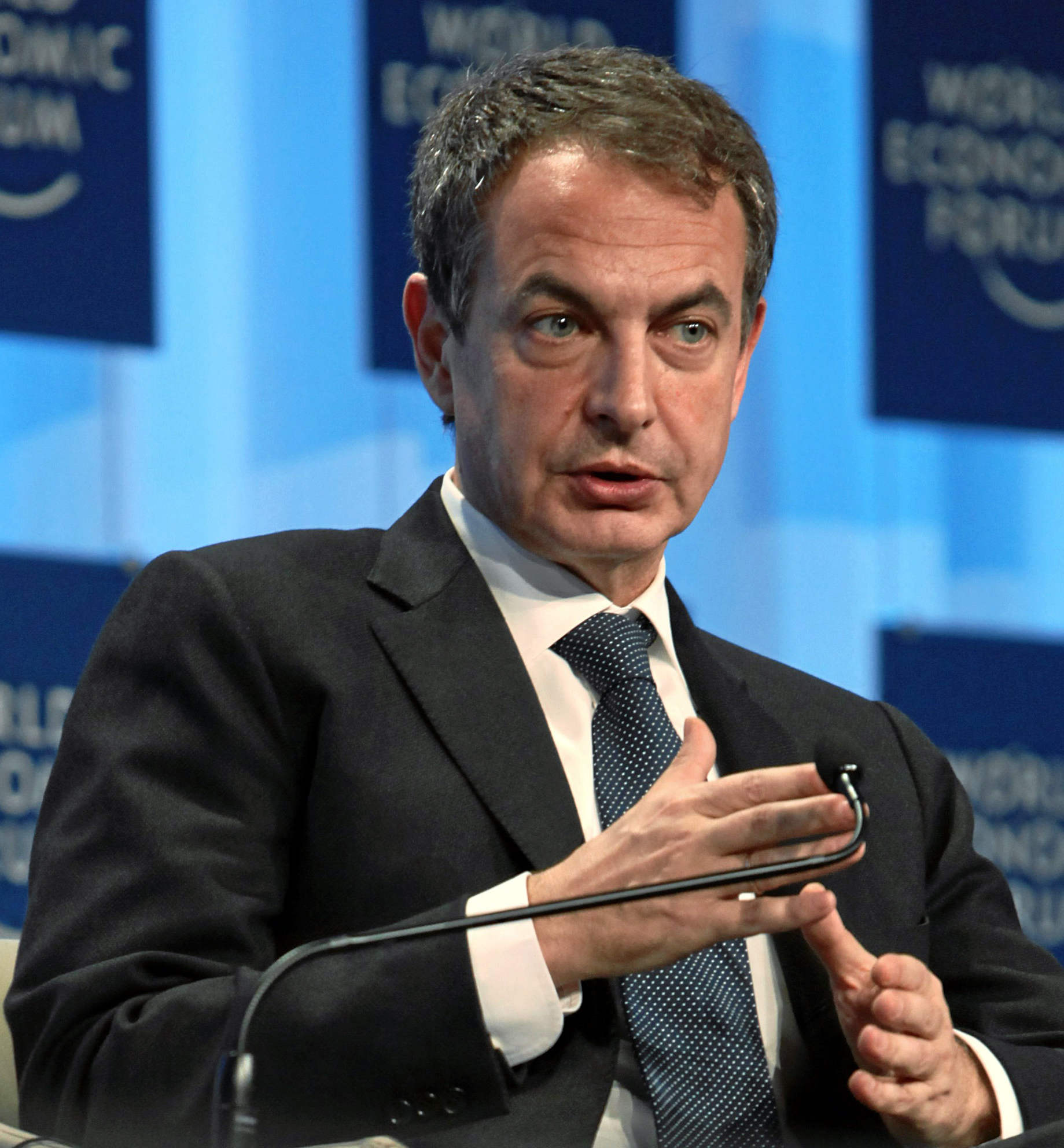
Jose Luís Rodríguez Zapatero, President del Govern d'Espanya.

El Consell de Ministres d'Espanya de la IX Legislatura és el Consell de Ministres que prengué possessió del seu càrrec el 14 d'abril de 2008.
- President del Govern

José Luis Rodríguez Zapatero
Ministres 
- Vicepresident/a Primer del Govern

María Teresa Fernández de la Vega fins al 21 d'octubre de 2010
Alfredo Pérez Rubalcaba des del 21 d'octubre del 2010
- Vicepresident/a Segon del Govern i Ministre/a d'Economia i Hisenda

Pedro Solbes Mira fins al 7 d'abril de 2009
Elena Salgado Méndez des del 7 d'abril de 2009
- Vicepresident Tercer del Govern i Ministre de Política Territorial

Manuel Chaves González des del 7 d'abril de 2009
- Ministre/a d'Afers Exteriors i Cooperació

Miguel Ángel Moratinos Cuyaubé fins al 21 d'octubre de 2010
Trinidad Jiménez García-Herrera des del 21 d'octubre de 2010
- Ministre de Justícia

Mariano Fernández Bermejo fins al 23 de febrer de 2009
Francisco Caamaño Domínguez des del 23 de febrer de 2009
- Ministra de Defensa

Carme Chacón Piqueras
- Ministre de l'Interior

Alfredo Pérez Rubalcaba
- Ministra de Foment

Magdalena Álvarez Arza fins al 7 d'abril de 2009
José Blanco López des del 7 d'abril de 2009
- Ministra d'Educació, Política Social i Esports

Mercedes Cabrera Calvo-Sotelo fins al 7 d'abril de 2009
Ángel Gabilondo Pujol des del 7 d'abril de 2009 (únicament com a Ministre d'Educació)
- Ministre de Treball i Immigració

Celestino Corbacho Chaves fins al 21 d'octubre de 2010
Valeriano Gómez Sánchez des del 21 d'octubre de 2010
- Ministre d'Indústria, Turisme i Comerç

Miguel Sebastián Gascón
- Ministra de Medi Ambient, Medi Rural i Marí

Elena Espinosa Mangana fins al 21 d'octubre de 2010
Rosa Aguilar Rivero des del 21 d'octubre de 2010
- Ministra de la Presidència

María Teresa Fernández de la Vega fins al 21 d'octubre de 2010
Ramón Jáuregui Atondo des del 21 d'octubre de 2010
- Ministra d'Administracions Públiques

Elena Salgado Méndez fins al 7 d'abril de 2009 (passa a denominar-se Ministeri de Política Territorial)
- Ministre de Sanitat i Consum

Bernat Sòria Escoms fins al 7 d'abril de 2009
Trinidad Jiménez García-Herrera des del 7 d'abril de 2009 (afegeix les competències en Política Social)
Leire Pajín Iraola des del 21 d'octubre de 2010
- Ministre de Cultura

César Antonio Molina fins al 7 d'abril de 2009
Ángeles González Sinde des del 7 d'abril de 2009
- Ministra d'Habitatge

Beatriz Corredor Sierra fins al 21 d'octubre de 2010
- Ministra de Ciència i Innovació

Cristina Garmendia Mendizábal
- Ministra d'Igualtat

Bibiana Aído Almagro fins al 21 d'octubre

## Canvis
- El 23 de febrer de 2009[1] Rodríguez Zapatero va anunciar la dimissió de Mariano Fernández Bermejo com a Ministre de Justícia setmanes després de la primega vaga realitzada pels jutges en la història d'Espanya, vaga que el ministre va pretendre prohibir però que va acabant-se realitzant amb un seguiment majoritari, així com per les crítiques rebudes per participar sense disposar de la llicència necessària en una cacera a Torres (Jaén), organitzada pel secretari del Partit Popular d'aquest municipi Bartolomé Molina al costat d'unes altres 50 persones, entre les quals es trobava el Jutge de l'Audiència Nacional, Baltasar Garzón, que en aquell moment instruïa la causa del "cas Gürtel" del suposat finançament il·legal del Partit Popular. Davant d'aquests fets Rodríguez Zapatero va nomenar Francisco Caamaño com el seu substitut.

- El 7 d'abril de 2009[2] Rodríguez Zapatero anuncià una remodelació del govern per afrontar la Crísi econòmica per la qual Pedro Solbes abandonava la Vicepresidència Segona del Govern i el Ministeri d'Economia i Hisenda d'Espanya sent substituït per Elena Salgado Méndez, que al seu torn abandonava el Ministeri d'Administracions Públiques. Així mateix Ángeles González Sinde substituïa a César Antonio Molina Sánchez al capdavant del Ministeri de Cultura; José Blanco López a Magdalena Álvarez Arza al capdavant del Ministeri de Foment; Ángel Gabilondo Pujol a Mercedes Cabrera al capdavant del Ministeri d'Educació, Política Social i Esports, i Trinidad Jiménez a Bernat Sòria Escoms al capdavant del Ministeri de Sanitat i Consum. També s'incorporava al Govern el fins a aquest moment el Presidents d'Andalusia Manuel Chaves com a Vicepresident Tercer i Ministre de Política Territorial.[3][4] Segons aquesta reestructuració del Govern, les competències en Assumptes Socials/Política Social són traspassades al Ministeri de Sanitat; les competències en Esports són assumides pel mateix Zapatero, les competències en Universitats són assumides pel Ministeri d'Educació (en detriment del Ministeri de Ciència i Innovació) i el Ministeri d'Administracions Públiques és reanomenat Ministeri de Política Territorial.
- El 20 d'octubre de 2010[5] Zapatero anuncia un canvi de govern que afecta a 6 ministeris pel qual la Vicepresidenta Primera, Portaveu del Govern i Ministra de la Presidència María Teresa Fernández de la Vega era substituïda pel també Ministre de l'Interior Alfredo Pérez Rubalcaba que afegiria la vicepresidència primera i les tasques de portaveu, i Ramón Jáuregui Atondo la substituiria al Ministeri de la Presidència. De la mateixa manera, diversos ministres de l'executiu de Zapatero són substituïts: Celestino Corbacho Chaves (Ministre de Treball i Immigració) per Valeriano Gómez Sánchez, Elena Espinosa Mangana (Ministra de Medi Ambient, Medi Rural i Marí) per Rosa Aguilar Rivero i Miguel Ángel Moratinos Cuyaubé (Ministre d'Afers Exteriors i Cooperació) per Trinidad Jiménez García-Herrera fins aleshores Ministra de Sanitat i Política Social que és substituïda per Leire Pajín Iraola. Dos ministeri desapareixen per tal de convertir-se en Secretaries d'Estat: el d'Habitatge (dirigit per Beatriz Corredor Sierra), competències de les quals assumeix el Ministeri de Foment; i el d'Igualtat (dirigit per Bibiana Aído Almagro), competències de les quals assumeix el Ministeri de Sanitat i Polítiques Socials.